# Benjamin Dyball
Benjamin Dyball (ur. 20 kwietnia 1989 w Blacktown) – australijski kolarz szosowy.

## Osiągnięcia
Opracowano na podstawie:

2011
- 1. miejsce w mistrzostwach Australii U23 (start wspólny)

2013
- 2. miejsce w New Zealand Cycle Classic
- 2. miejsce w mistrzostwach Oceanii (jazda indywidualna na czas)
- 1. miejsce na 4. etapie Tour of Japan

2016
- 3. miejsce w mistrzostwach Oceanii (jazda indywidualna na czas)

2017
- 3. miejsce w mistrzostwach Australii (jazda indywidualna na czas)
- 2. miejsce w mistrzostwach Oceanii (jazda indywidualna na czas)

2018
- 3. miejsce w Tour de Langkawi
- 1. miejsce w Tour of Thailand
  - 1. miejsce w klasyfikacji górskiej
  - 1. miejsce na 3. etapie
- 2. miejsce w Tour de Kumano
- 3. miejsce w Tour de Siak
  - 1. miejsce na 2. etapie
- 1. miejsce w Tour de Ijen
  - 1. miejsce w klasyfikacji górskiej
  - 1. miejsce na 4. etapie
- 2. miejsce w Tour of Taihu Lake
- 2. miejsce w Tour of Fuzhou

2019
- 1. miejsce w mistrzostwach Oceanii (jazda indywidualna na czas)
- 1. miejsce w mistrzostwach Oceanii (start wspólny)
- 3. miejsce w Tour de Tochigi
  - 1. miejsce w prologu
- 1. miejsce w Tour de Langkawi
  - 1. miejsce na 4. etapie
- 3. miejsce w Tour of Qinghai Lake
  - 1. miejsce na 7. etapie
- 1. miejsce na 5. etapie Tour of Indonesia

2022
- 2. miejsce w Tour of Japan
  - 1. miejsce na 2. etapie
- 1. miejsce w Tour de Taiwan
  - 1. miejsce na 2. etapie
- 3. miejsce w Japan Cup

## Rankingi
| Rok              | 2013 | 2014 | 2015 | 2016 | 2017  | 2018 | 2019 | 2020 | 2021 | 2022 | 2023 | 2024 |
| ---------------- | ---- | ---- | ---- | ---- | ----- | ---- | ---- | ---- | ---- | ---- | ---- | ---- |
| World Ranking    |      |      |      | 829. | 668.  | 144. | 86.  | -    | -    | 233. | 449. | 509. |
| UCI Europe Tour  | -    | -    | -    | -    | 1697. | -    |      |      |      |      |      |      |
| UCI Asia Tour    | 86.  | -    | 358. | -    | -     | 2.   |      |      |      |      |      |      |
| UCI Oceania Tour | 3.   | 37.  | 59.  | 19.  | 9.    | -    | 7.   | -    | -    | 18.  | 32.  | -    |
|                  |      |      |      |      |       |      |      |      |      |      |      |      |
| Źródło: UCI      |      |      |      |      |       |      |      |      |      |      |      |      |